# Chlidichthys
Chlidichthys là một chi trong họ Cá đạm bì, có mặt ở phía tây và trung tâm Ấn Độ Dương. Chi này được nằm trong phân họ Pseudoplesiopinae, là một chi chị em với Pectinochromis.

## Các loài
Có tất cả 13 loài được xếp vào trong chi này:
- Chlidichthys abruptus Lubbock, 1977
- Chlidichthys auratus Lubbock, 1975
- Chlidichthys bibulus J.L.B. Smith, 1954
- Chlidichthys cacatuoides A.C. Gill & Randall, 1994
- Chlidichthys chagosensis A.C. Gill & Edwards, 2004
- Chlidichthys clibanarius A.C. Gill & Edwards, 2004
- Chlidichthys foudioides A.C. Gill & Edwards, 2004
- Chlidichthys inornatus Lubbock, 1976
- Chlidichthys johnvoelckeri J.L.B. Smith, 1953
- Chlidichthys pembae J.L.B. Smith, 1954
- Chlidichthys randalli Lubbock, 1977
- Chlidichthys rubiceps Lubbock, 1975
- Chlidichthys smithae Lubbock, 1977